# Wamana

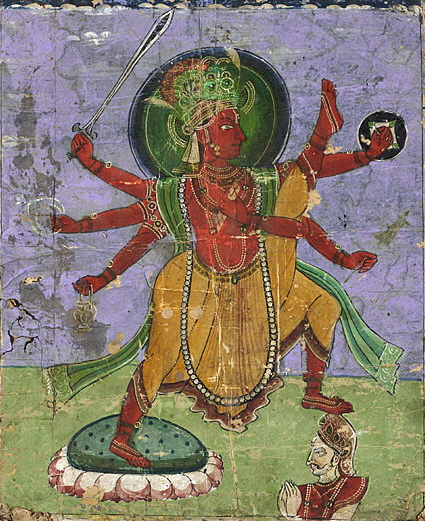
Wamana jako Wisznu-Triwikrama - grafika nepalska

Wamana (dewanagari: वामन, dosł. „karzeł”) – w mitologii indyjskiej piąty z awatrów boga Wisznu, który pojawił się pod postacią karła w czasie drugiej epoki mahajugi, w tretajudze. Jest pierwszą inkarnacją posiadającą kompletnie ludzką formę.

## Recepcja w pismach hinduistycznych
- Dajtja Bali, wnuk Prahlady, dzięki ascezie, osiągnął moc niemal równą boskiej i zawładnął trzema światami, co rozgniewało bogów, a zwłaszcza Indrę. Wisznu zjawił się w siedzibie Balego pod postacią awatara, drobnego bramina, którego zgodnie z przyjętym zwyczajem demon ugościł z szacunkiem. Przystał też na prośbę niepozornego mędrca, o powierzenie mu takiej ilości ziemi, jaką będzie w stanie przemierzyć trzema krokami. Bramin osiągnął nagle niewyobrażalne rozmiary. Jedną tylko stopą zakrył powierzchnię ziemi. Kolejny krok objął niebo i siedziby jego mieszkańców, przy trzecim kroku postawił stopę na głowie Bali, który pod tym ciężarem wpadł do hinduistycznych podziemi czyli Patali, gdzie pozostał jako władca jednej z lok[2].

Mit Karła ukazuje ideę bóstwa, które w myśl hinduizmu jest wszechogarniające.